# Palais de la rive nord
Le palais de la rive nord est une résidence royale dans l'ancienne ville égyptienne d'Amarna. Ce palais ne doit pas être confondu avec le Palais du Nord, qui est la résidence de la première reine Kiya et plus tard de Mérytaton.

## Palais
Le palais de la rive nord est le premier bâtiment que l'on rencontre en entrant dans la ville d'Amarna par le nord. Cette résidence se situe à environ trois kilomètres au nord d'Amarna. Ce complexe de palais est probablement la résidence principale du pharaon Akhenaton et de sa famille,,.
Le palais de la rive nord est une grande citadelle entourée d'un mur d'enceinte. Le palais est fouillé pour la première fois dans les années 1930, mais le changement de sens de la rivière emporte une grande partie des fondations du palais. Le mur d'enceinte est conservé dans une certaine mesure et possède un mur épais de 1,5 m avec des tours carrées incorporées à intervalles réguliers. Un palais de cette taille comprend probablement des jardins. Une porte est fouillée et des parties en plâtre sont découvertes montrant un pharaon dans un char. On ne sait pas si ce pharaon est Akhenaton ou l'un de ses successeurs.

## Dispersion
Les résidences royales et les temples solaires tels que le Maru-Aton sont largement dispersés. Des scènes dans les tombes des nobles de Tell el-Amarna montrent la famille royale voyageant en char. Si la résidence principale est le palais de la rive nord, la famille a peut-être voyagé le long de la route royale vers les autres sites d'Amarna.